# JAP (曲)
「JAP」（ジャップ）は、abingdon boys schoolの6枚目のシングル。2009年5月20日発売。発売元はエピックレコードジャパン。 

## 解説
公式ページのキャッチコピーは、『I'm JAP!! 極東から声を挙げろ! a.b.s.流アンセム誕生!!』
テレビアニメ『戦国BASARA』のオープニングテーマ、ゲーム『戦国BASARAバトルヒーローズ』のダブルタイアップ。オリコンでは「HOWLING」以来、累計売上が5万枚を上回った。
「JAP」のMVは、前作「STRENGTH.」初回特典であるミュージック・ビデオ参加応募券の当選者が撮影に参加。この撮影では参加者は制服の着用が指定されており、MVでは様々な制服を着た参加者の姿を見ることが出来る。

## 収録曲
- 全曲　作詞：西川貴教　編曲：abingdon boys school

1. JAP
作曲：柴崎浩
  - PSP用ゲームソフト『戦国BASARAバトルヒーローズ』主題歌
  - MBS・TBS系アニメ『戦国BASARA』オープニングテーマ
  - タイトルの「JAP」とは日本人の蔑称の意であるが、「日本人の魂を呼び起こす」といった意味が込められている[2]。
  - 楽曲自体は2008年の夏に行われたライブで既に演奏されており、この時は歌詞が全て英詞であった[3]。その後、ボーカルの西川と、ギターのSUNAOがレギュラーを務めるラジオ『ゴチャ・まぜっ!』において、発売の約7ヵ月前の2008年10月23日の放送で現在の形となった曲が初オンエアされた[4]。
  - 発売より1ヵ月程前の4月19日、『MUSIC JAPAN』でテレビ初披露。
  - KONAMIから2010年1月20日にリリースされたアーケードゲーム『pop'n music18 せんごく列伝』に版権曲カテゴリの1曲として収録された。
2. Valkyrie
作曲：岸利至

## 収録アルバム
オリジナル
- 『ABINGDON ROAD』（#1、#2）
  - #2は「Lioleia Mix」として収録。
- 『Teaching Materials』（#1、#2）

オムニバス
- 『戦国BASARA GAME BEST』（#1）
- 『戦国BASARA ANIME BEST』（#1）
- 『J-アニソン神曲祭り[DJ和 in No.1 胸熱 MIX]』（#1）
  - 前後の曲とクロスフェードしているショートバージョン。
- 『モンハン音楽部〜MONSTER HUNTER 5th ANNIVERSARY〜』（#2）
  - 「Lioleia Mix」として、『モンスターハンター』の効果音をサンプリングしている。なお、『ABINGDON ROAD』よりも先に、このバージョンが収録された。

サウンドトラック
- 『TVアニメーション『戦国BASARA』音楽絵巻 〜蒼盤 It's Show Time〜』（#1、TV Version）

## 参加ミュージシャン
- 長谷川浩二：ドラム（#1,2）
- IKUO：ベース（#1,2）
- Lynne Hobday：Female Voice（#2）

## 初回特典
- ゲーム&アニメ『戦国BASARA』イラスト入りスーパーピクチャーレーベル仕様
- DVD
  - 「JAP」ミュージックビデオのメイキングドキュメント
  - ゲーム『戦国BASARA』シリーズの映像を再編集した「JAP」の『戦国BASARA』版ミュージックビデオ
  - 『戦国BASARA バトルヒーローズ』オープニングムービー
  - a.b.s.スペシャルカブトペーパークラフトキット封入。